# Скотт, Томас Уолтер

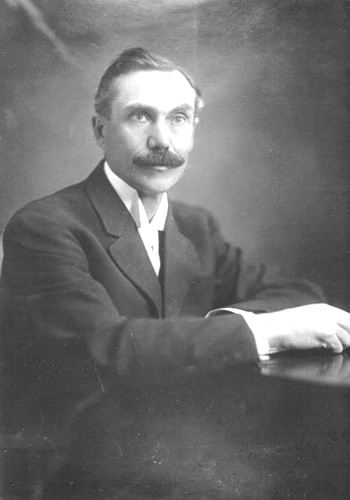
Почт. Вальтер Скотт

Достопочтенный То́мас Уо́лтер Скотт (англ. Thomas Walter Scott, более известен как Вальтер Скотт, 27 октября 1867 — 23 марта 1938) — первый премьер-министр провинции Саскачеван.

## Биография
Скотт родился в 1867 в посёлке Лондоне на сельском юго-западе Онтарио в семье Джорджа Скотта и Изабеллы Тэлфер. В 1885 он переехал в Портидж-ла-Прери (Манитоба), а на следующий год, в 19 лет — в Реджайну, столицу Северо-Западных территорий. Там он работал в разных либеральных газетах, а затем и сам открыл свою редакцию.
В 1892—1893 работал в реджайнской Стэндард, в 1894—1895 владел и управлял Мус-Джо Таймс. В 1895 Скотт купил реджайнскую Лидер (современную Лидер-Пост) и был её редактором до 1900.
За это время Скотт получил широкую известность ещё и как питчер местной бейсбольной команды.